# Lo Collet (Bóixols)

Lo Collet, respecte del terme d'Abella de la Conca

Lo Collet és una collada situada a 1.129,9 metres d'altitud situat en el terme municipal d'Abella de la Conca, a la comarca del Pallars Jussà, en el punt quilomètric 14,9 de la carretera L-511, d'Isona a Coll de Nargó.
Està situat en el plegament que, a llevant de lo Collet, forma el Forat de Bóixols i, a ponent seu, la Serra de Carrànima.

## Etimologia
Es tracta d'un topònim romànic modern, de caràcter descriptiu: el mot comú, de caràcter genèric, actua aquí, a través del diminutiu com a nom d'un indret concret.